# Ливрусткаммарен

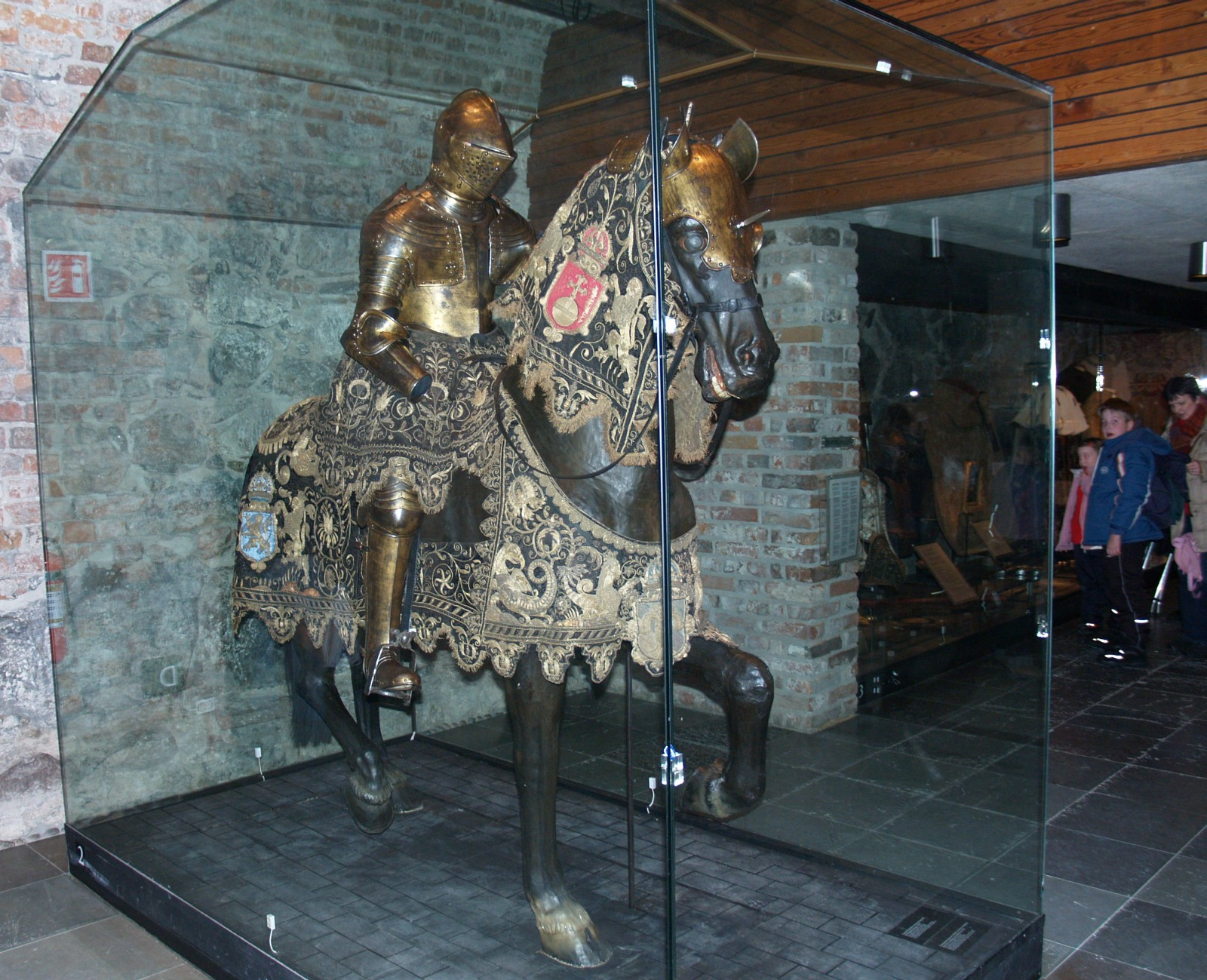
Экспонат сокровищницы в Королевском дворце

Ливрусткаммарен, (швед. Livrustkammaren), или Королевская сокровищница — музей в Королевском дворце Стокгольма, Швеция. Здесь собрано множество экспонатов, связанных со шведской военной историей и монархией. Основанный королём Густавом II Адольфом в 1628 году, Ливрусткаммарен является одним из старейших музеев в Швеции.
Вещи, хранящиеся в музее по сегодняшний день, используются в некоторых официальных церемониях королевской семьи — на свадьбах, похоронах и коронации.